# Delaware
Delaware [ˈdɛləwɛɹ]  ist ein Bundesstaat an der Ostküste der Vereinigten Staaten von Amerika, der den Nordosten der Delmarva-Halbinsel einnimmt. Der Name des flächenmäßig zweitkleinsten Bundesstaates leitet sich von der angrenzenden Delaware Bay ab, die wiederum nach Thomas West, 3. Baron De La Warr, einem englischen Adligen und zweitem Gouverneur der Kolonie Virginia aus der Kolonialzeit, benannt wurde. Der Bundesstaat trägt den offiziellen Beinamen The First State (Erster Staat), da Delaware 1787 als erster Staat der Dreizehn Kolonien die Verfassung der USA ratifizierte.
Delaware spielt heutzutage trotz der geringen Größe und Einwohnerzahl eine wichtige Rolle als Sitz vieler Firmen und Konzerne, was in der besonders günstigen Versteuerung von Holdinggesellschaften begründet liegt. Dies sind zum Teil reine Briefkastenadressen. Über die Hälfte aller an der New Yorker Börse notierten Unternehmen und über drei Fünftel der Fortune-500-Unternehmen sind gesetzlich im Staat Delaware eingetragen.
Die Hauptstadt Delawares ist Dover, die größte Stadt ist Wilmington. In Delaware gibt es nur drei Countys, so wenige wie in keinem anderen US-Bundesstaat.

## Geographie
Der Staat hat eine Gesamtfläche von 6.447 km², wovon 1.387 km² auf Gewässer entfallen. Damit ist Delaware nach Rhode Island flächenmäßig der zweitkleinste US-Bundesstaat. Die Mehrheit der Fläche Delawares liegt auf der atlantischen Küstenebene im Nordosten der zwischen der Chesapeake Bay und Delaware Bay gelegenen Delmarva-Halbinsel. Der Staat grenzt im Norden an Pennsylvania, wobei der größte Teil dieser Grenze einen exakten Kreisbogen um die Stadt Wilmington, und so einen Teil des Northeast Corridor bildet. Die Ostgrenze zu New Jersey bilden der Fluss Delaware sowie der Atlantische Ozean; im Westen und Süden liegt der Staat Maryland, der sich zusammen mit dem weiter südlich gelegenen Virginia den Rest der Delmarva-Halbinsel teilt. Wilmington ist mit rund 70.000 Einwohnern die größte Stadt, und das zentral im Staat gelegene Dover die Hauptstadt Delawares. Einer der größten amerikanischen Luftwaffenstützpunkte, Dover Air Force Base, liegt in der Nähe von Dover.
Gliederung

## Klima
Delaware hat ganzjährig ein moderates Klima mit durchschnittlichen Temperaturen im Bereich von 0 bis 24 °C und statistisch 208 Sonnentagen. Die Jahreszeiten sind klar voneinander abgegrenzt, allerdings wird das Klima vom Atlantik beeinflusst und ist ganzjährig gemäßigt bis feucht. Im Sommer kann es bis zu 32 °C warm werden; im Winter fällt bisweilen Schnee – die Temperaturen können bis auf −5 °C absinken.

## Bevölkerung

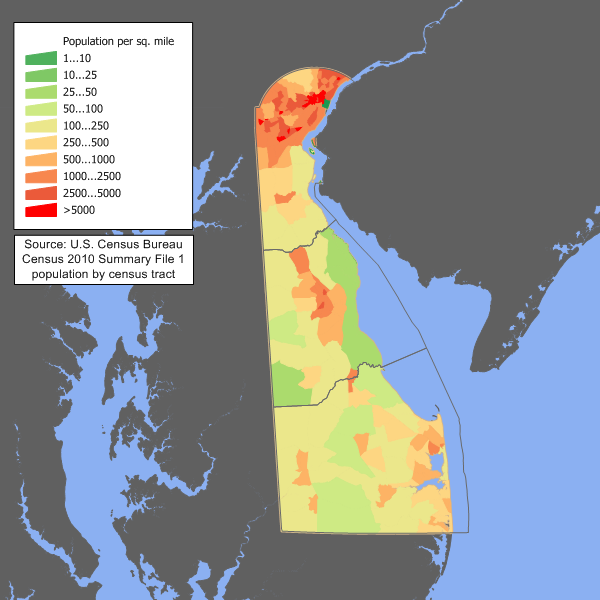
Bevölkerungsdichte

Delaware hat 853.476 Einwohner (Stand: U.S. Census 2006), davon sind 72,1 % Weiße, 20,7 % Afroamerikaner, 6,3 % Hispanics oder Latinos, 2,9 % Asiatische Amerikaner und 0,3 % Indianer.

### Alters- und Geschlechterstruktur
Die Altersstruktur von Delaware setzt sich folgendermaßen zusammen:
- bis 18 Jahre: 203.736 (23,9 %)
- 18 bis 64 Jahre: 535.186 (62,7 %)
- ab 65 Jahre: 114.554 (13,4 %)

Das Medianalter beträgt 37,5 Jahre.
48,5 % der Bevölkerung sind männlich und 51,5 % weiblich.

### Abstammung
Im Jahr 2014 waren 16,0 % der Einwohner irischer Abstammung und stellen damit nach den Afroamerikanern die zweitgrößte Gruppe. Es folgen die Gruppen der Deutsch- (13,5 %), Italienisch- (10,2 %), Englisch- (9,3 %) und Polnischstämmigen (4,5 %).
Die Lenni Lenape sind eine Indianer-Minderheit, die von Europäern auch Delawaren genannt werden. Sie waren während der Entstehungszeit der Vereinigten Staaten sehr einflussreich.

### Religionen
Die erste schwarze Kirche der Vereinigten Staaten wurde in Delaware durch den früheren Sklaven Peter Spencer 1813 als „Union Church of Africans“ gegründet.
Die heutige Verteilung der Religionsgemeinschaften stellt sich gemäß einer Studie folgendermaßen dar:
- Methodisten – 20 %
- Baptisten – 19 %
- Katholiken – 9 %
- Lutheraner – 4 %
- Presbyterianer – 3 %
- Pfingstkirchen – 3 %
- Episkopale/Anglikaner – 2 %
- Adventisten – 2 %
- Churches of Christ – 1 %
- sonstige Christen – 3 %
- Muslime – 2 %
- Juden – 1 %
- andere Religionen – 5 %
- keine Religion – 17 %
- keine Angabe – 9 %

### Größte Städte

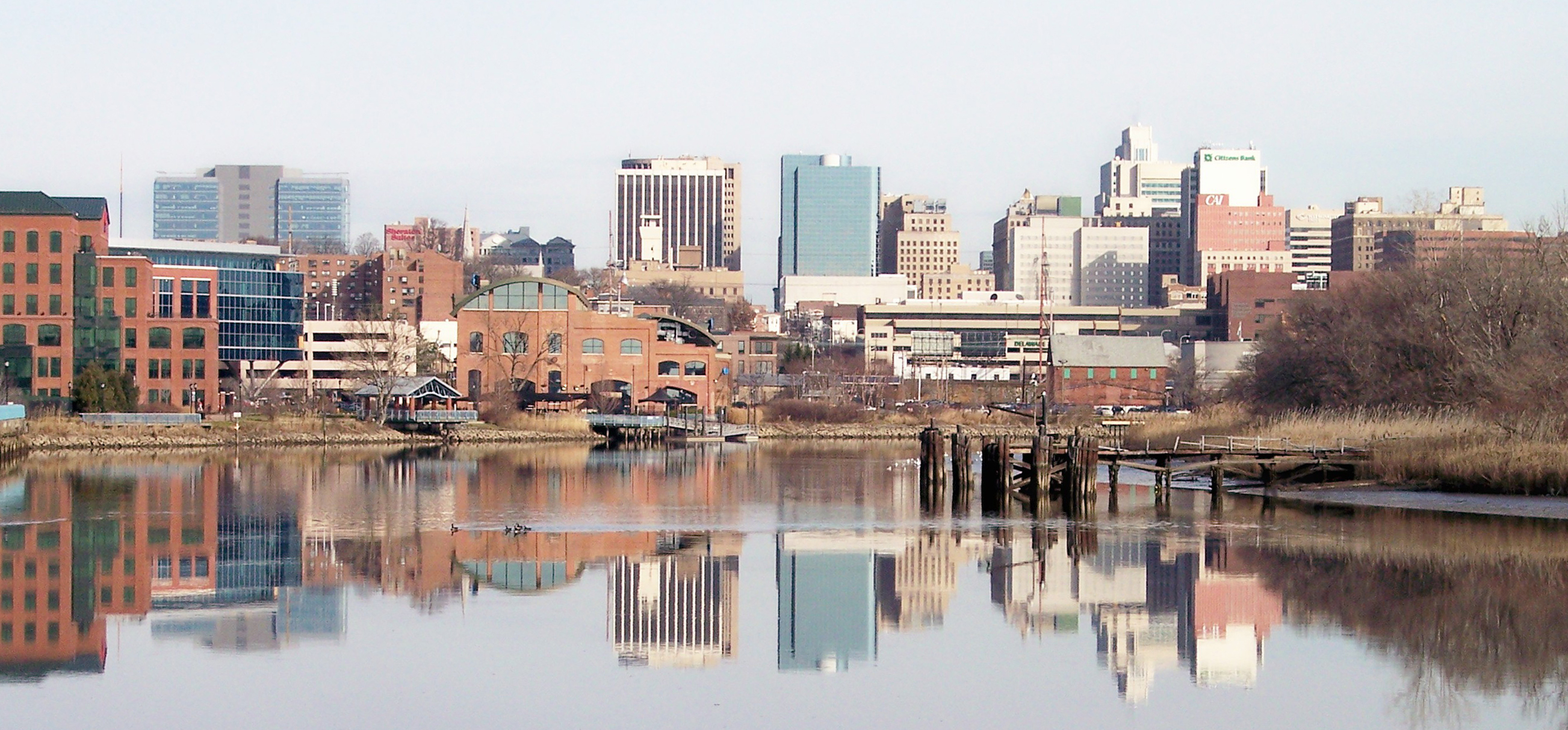
Wilmington ist die größte Stadt Delawares

| Ort         |            |  |        | Einwohner |
| Wilmington  | Wilmington |  | 70.898 | 70.898    |
| Dover       | Dover      |  | 39.403 | 39.403    |
| Newark      | Newark     |  | 30.601 | 30.601    |
| Middletown  | Middletown |  | 23.192 | 23.192    |
| Smyrna      | Smyrna     |  | 12.883 | 12.883    |
| Milford     | Milford    |  | 11.190 | 11.190    |
| Seaford     | Seaford    |  | 7.957  | 7.957     |
| Georgetown  | Georgetown |  | 7.134  | 7.134     |
| Elsmere     | Elsmere    |  | 6.229  | 6.229     |
| New Castle  | New Castle |  | 5.551  | 5.551     |
| Census 2020 |            |  |        |           |

## Geschichte

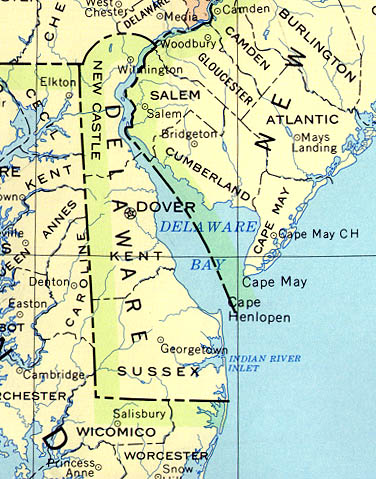
Karte Delawares

### Indigene Bevölkerung
Vor der europäischen Besiedlung lebten Lenape (auch als Lenni Lenape bekannt), Susquehanna und andere Völker in diesem Gebiet.

### Niederländischer Handelsposten / Neuschweden (1609–1664)
Bereits die Spanier und Portugiesen gelangten im 16. Jahrhundert an die Küsten des heutigen Delaware. Aber auch spätere Entdecker erreichten – wie zum Beispiel 1609 Henry Hudson, der bis zum Delaware River fuhr – die Küsten, ohne dort nachweislich anzulanden.
Die ersten europäischen Siedler kamen 1631 als Handelsgesellschaft organisiert unter Führung des Kapitäns David Pietersen de Vries in das Gebiet. Sie errichteten einen niederländischen Handelsposten mit dem Namen „Zwaanendael“ (oder „Swaanendael“, das heutige Lewes). 1632 kehrte Kapitän de Vries zurück und musste feststellen, dass in der Zwischenzeit alle Siedler von Indianern getötet und die Siedlung niedergebrannt worden war.
Im März 1638 erreichte eine schwedische Expedition, bestehend aus den Schiffen Kalmar Nyckel (Schlüssel von Kalmar) und Fågel Grip (Vogel Greif), unter Führung von Peter Minuit die Küste des heutigen Delaware. Die Siedler, die um den 29. März landeten, errichteten das Fort Christina (benannt nach der damaligen schwedischen Königin Christina I.). Fort Christina, das heutige Wilmington, wurde damit die erste dauerhafte europäische Siedlung Delawares.
Der wichtigste schwedische Gouverneur war vermutlich Oberst Johan Printz, der die Delaware Colony von 1643 bis 1653 regierte. Dessen Nachfolger eroberte kurz nach seiner Ankunft im Jahre 1654 den niederländischen Handelsstützpunkt Fort Casimir, der 1651 an der Stelle der heutigen Stadt New Castle errichtet worden war.
Als die schwedische Kolonie für die Niederländer zum Handelskonkurrenten wurde, entschied Petrus Stuyvesant, der Gouverneur der Kolonie Nieuw Nederland, die Schweden zu vertreiben und die Kolonie Neu-Amstel zu errichten. 1655 erreichte er mit seiner Flotte die Küste. Er bezwang die schwedischen Kräfte und unterstellte das ganze Gebiet seiner Befehlsgewalt.
Die Niederländer bauten das zerstörte Fort Casimir wieder auf. Das Fort wurde schnell zu einer zentralen Siedlung und konnte schon bald nicht mehr alle Menschen aufnehmen. Daraufhin wurde die Stadt Neu-Amstel errichtet, das heutige New Castle.

### Englische Kolonie (1664–1776)
Der Name „Delaware“ entstammt dem Titel des zweiten Gouverneurs der Kolonie von Virginia, Sir Thomas West, Lord De La Warr und dem nach ihm benannten Fluss Delaware River. 1664 eroberten Engländer die Kolonie und fügten sie ihrer eigenen Kolonie New York hinzu.
1681 vergab König Karl II. die Provinz Pennsylvania an William Penn. Die dort bald darauf eintreffenden Agenten Penns berichteten diesem, dass die Provinz keinen Zugang zur Küste mehr hätte, würde es zu Feindlichkeiten mit den Kolonien kommen, die an beiden Seiten des Delaware River und der Bay lagen. Penn reichte daraufhin beim Königshaus ein Gesuch ein, ihm auch jenes Land auf der Westseite des Delaware River und der Bay zu übereignen, das unterhalb seiner Provinz lag. Dieser Bitte wurde im März 1682 durch James, den Duke of York (und späteren Jakob II.), entsprochen. Penn erhielt das Land der heutigen Countys New Castle, St. Jones und Deale.
Nach seiner Ankunft in Amerika, am 27. Oktober 1682 in New Castle, erfolgte die Übergabe des zugesprochenen Landes an Penn durch Agenten des Duke of York. Bei dieser Gelegenheit leisteten die Kolonisten dieser Ländereien auch einen Treueschwur auf Penn.
1683 wurden die drei „unteren Bezirke“ entsprechend Penns berühmtem „Frame of Covernment“ an Pennsylvania angeschlossen. Gleichzeitig wurde St. Jones in Kent und Deale in Sussex umbenannt.
1704 bekamen die „drei kleineren Bezirke“ ein eigenes Parlament und 1710 einen eigenen Verwaltungsrat.

### Bundesstaat (seit 1776)
Die Mason-Dixon-Linie, erschaffen durch die Engländer Charles Mason und Jeremiah Dixon zwischen 1763 und 1767, um die Grenze zwischen Pennsylvania und Maryland festzulegen, stellt heute die Grenze zwischen Delaware/Pennsylvania und Maryland/West Virginia dar. Viele der ehemals 80 Grenzsteine aus Kalkstein sind noch erhalten.
1776, zwei Monate nach Unterzeichnung der Unabhängigkeitserklärung, schlossen sich die drei Countys zum Staat Delaware zusammen und trennten sich vollständig von Pennsylvania. Delaware sagte sich als eine der dreizehn Kolonien von den britischen Machthabern los und schloss sich der Amerikanischen Unabhängigkeitsbewegung an.
Die militärischen Konflikte während der Kolonialzeit hatten gut organisierte und geführte Milizen hervorgebracht und die bereits zu Anfang des Unabhängigkeitskrieges 3000 Freiwillige zählenden Truppen Delawares beteiligten sich an einer großen Zahl der bekannten Schlachten, wobei nur die Schlacht von Cooch's Bridge, die am 3. September 1777 in der Nähe von Newark stattfand, auf dem Boden von Delaware ausgetragen wurde.
1777 wurde Dover an Stelle von New Castle Hauptstadt von Delaware.
Am 7. Dezember 1787 ratifizierte Delaware während einer Zeremonie in Dover als erste der 13 Kolonien die neue amerikanische Verfassung.
Obgleich Delaware ein sklavenhaltender Staat war, stand der Bundesstaat während des Sezessionskrieges auf Seiten der Nordstaaten, nachdem eine Abstimmung zum Austritt aus der Union am 3. Januar 1861 nicht die erforderliche Mehrheit fand. Acht Monate nach dem Ende des Bürgerkrieges verweigerte Delaware am 18. Februar 1866 die Zustimmung zum 13. Zusatzartikel zur Verfassung der Vereinigten Staaten. Erst am 12. Februar 1901 stimmte Delaware durch Ratifikation des neuen Artikels der Abschaffung der Sklaverei zu. In Delaware kann man heute noch die erste „schwarze“ Kirche besichtigen, die vor der Aufhebung der Sklaverei von Sklaven gegründet wurde. 1967 gehörte Delaware zu den letzten US-Bundesstaaten, die durch den obersten Gerichtshof dazu gezwungen wurden, das Verbot der Mischehe aufzugeben.

## Politik

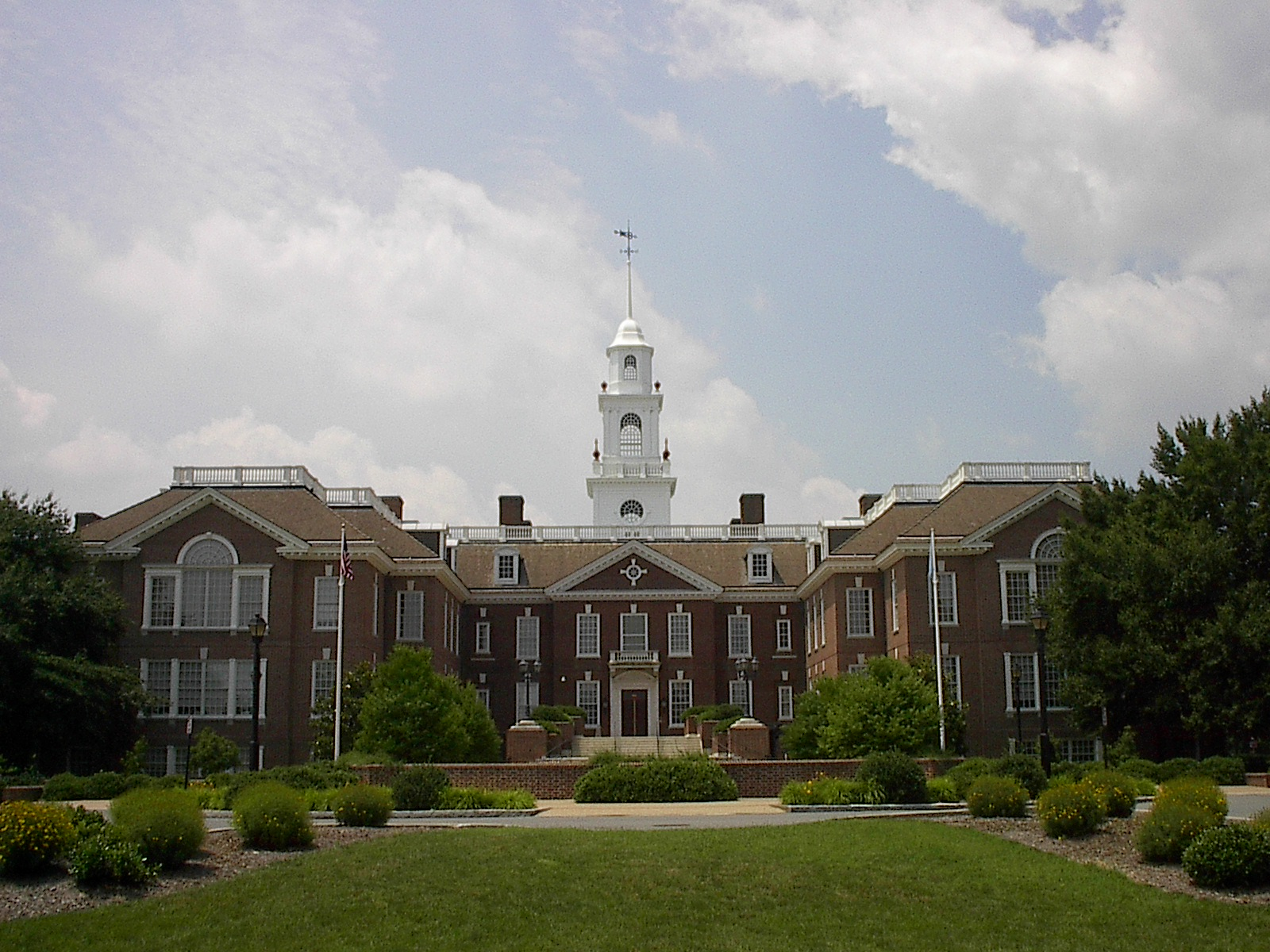
Delaware State Capitol (2003)

Delawares vierte und derzeit gültige Verfassung wurde 1897 angenommen und sieht legislative, exekutive und judikative Körperschaften vor. Die Legislative besteht aus einem Repräsentantenhaus mit 41 Mitgliedern und einem Senat mit 21 Mitgliedern. Oberhaupt der Exekutive ist der Gouverneur von Delaware und für die Judikative ist eine Hierarchie von Gerichten mit dem Höchstgericht des Staates an der Spitze vorgesehen.
Die politische Ausrichtung Delawares war bis zur Präsidentschaftswahl 2000 stets schwer zu fassen, da der Staat zuvor am häufigsten von allen Staaten für den am Ende siegreichen Kandidaten gestimmt hatte. Doch in den letzten Jahren wird der Vorsprung der Demokraten in dem wohlhabenden kleinen Staat, der 2004 noch als Swing State eingestuft war, immer deutlicher. Gouverneur Matt Meyer ist ebenso Demokrat wie auch alle drei Vertreter im 119. Kongress: die Senatoren Chris Coons und Lisa Blunt Rochester sowie die Abgeordnete im Repräsentantenhaus, Sarah McBride. Im Electoral College stellt Delaware seit 1789 kontinuierlich drei Wahlmänner.

### Gouverneure
- Liste der Gouverneure von Delaware
- Liste der Vizegouverneure von Delaware

### Kongress

#### Mitglieder im 119. Kongress
|  | Name          | Mitglied seit | Parteizugehörigkeit |
|  | ------------- | ------------- | ------------------- |
|  | Sarah McBride | 2025          | Demokrat            |

|  | Name                 | Mitglied seit | Parteizugehörigkeit |
|  | -------------------- | ------------- | ------------------- |
|  | Lisa Blunt Rochester | 2025          | Demokrat            |
|  | Chris Coons          | 2010          | Demokrat            |

- Liste der US-Senatoren aus Delaware
- Liste der Mitglieder des US-Repräsentantenhauses aus Delaware

### Todesstrafe
Relativ gesehen hatte Delaware mit einer Bevölkerung von 897.934 Einwohnern (Stand 2010) und 16 vollstreckten Todesurteilen (Stand Dezember 2015) 1,78 Menschen pro 100.000 Einwohnern hinrichten lassen. Dies ist der höchste Wert nach Oklahoma mit 2,99 Hinrichtungen pro 100.000 Einwohner und Texas mit 2,11. Seit 2012 erfolgten keine Hinrichtungen mehr, 2016 wurde die Todesstrafe vom Delaware Supreme Court für ungültig erklärt und ist damit seither faktisch abgeschafft, die verbliebenen Insassen in den Todeszellen bleiben nun lebenslang in Haft.
Anzahl der Hinrichtungen pro Jahr:
| Jahr   | 1992 | 1993 | 1994 | 1995 | 1996 | 1999 | 2000 | 2001 | 2005 | 2011 | 2012 |
| Anzahl | 1    | 2    | 1    | 1    | 3    | 2    | 1    | 2    | 1    | 1    | 1    |

## Kultur und Sehenswürdigkeiten

### Parks

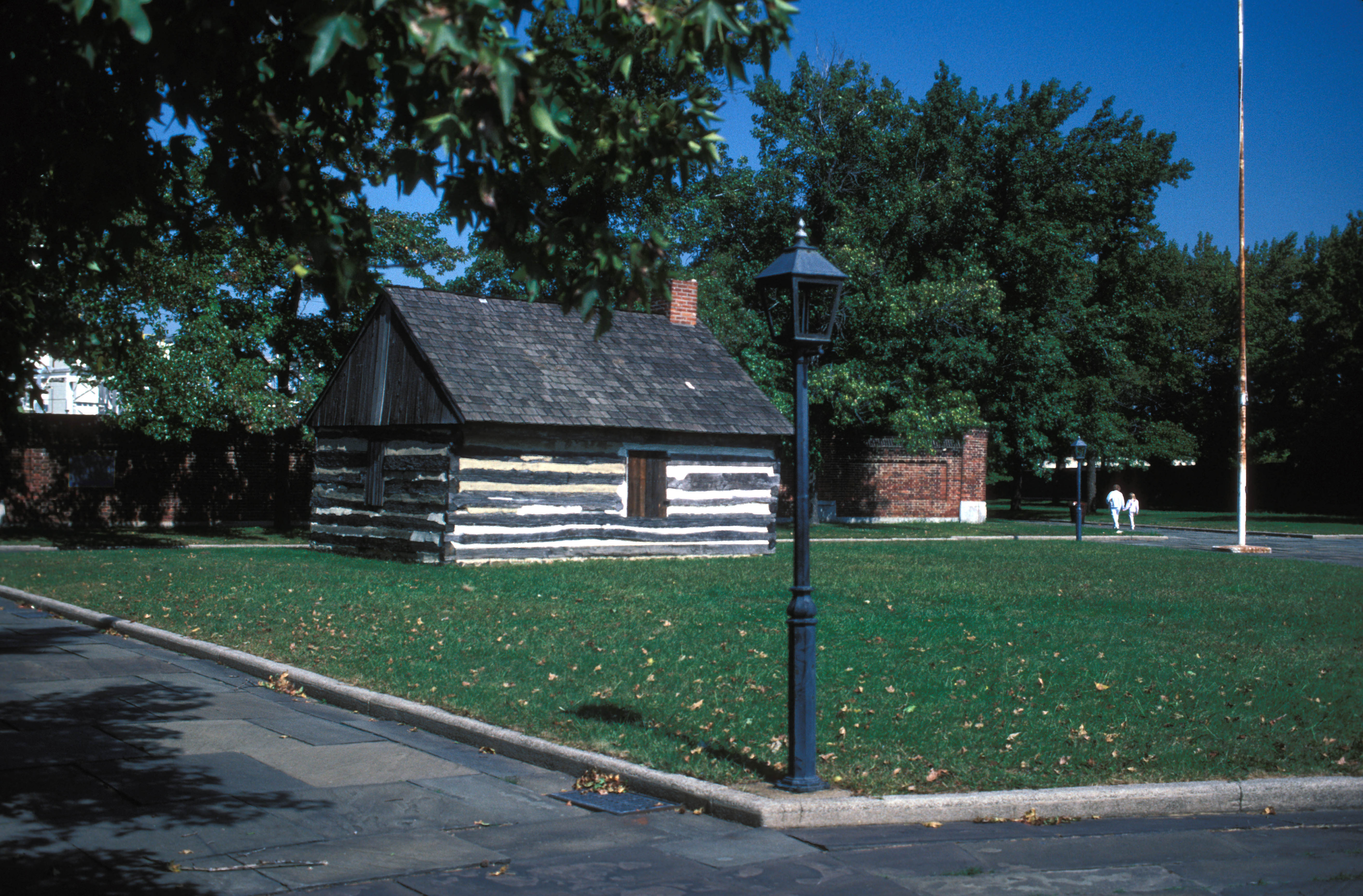
Blockhaus im Fort Christina Park, der den Status einer National Historic Landmark hat und zum First State National Historical Park gehört.

Bis 2013 war Delaware der einzige US-Bundesstaat, der keine Nationalparks, Naturschutzgebiete oder Gedenkstätten des Bundes auf seinem Gebiet hatte. Am 25. März 2013 widmete Präsident Barack Obama den First State National Historical Park als National Historical Park zum Gedenken an die Rolle des Bundesstaates in der Kolonialzeit und der Ratifizierung der Verfassung der Vereinigten Staaten durch Delaware als ersten Staat.

### Naturdenkmäler
Der National Park Service (NPS) weist für Delaware zwei National Historic Trails aus, die beide durch mehrere Bundesstaaten verlaufen:
- Captain John Smith Chesapeake National Historic Trail
- Washington-Rochambeau Revolutionary Route National Historic Trail

### Kulturdenkmäler
Der NPS führt in Delaware 14 National Historic Landmarks sowie 409 Bauwerke und Stätten, die im National Register of Historic Places eingetragen sind (Stand 30. September 2017).

## Wirtschaft und Infrastruktur

### Allgemeines
Delaware ist bereits seit Jahren der wirtschaftlich erfolgreichste Bundesstaat der USA. Das reale Bruttoinlandsprodukt pro Kopf (engl. per capita GDP) – der wichtigste Wohlstandsindikator – lag im Jahre 2016 bei USD 73.931 (nationaler Durchschnitt der 50 US-Bundesstaaten: USD 57.118; nationaler Rangplatz: 3).
Die Arbeitslosenquote lag im November 2017 bei 4,7 % (Landesdurchschnitt: 4,1 %). Mit 83.382 USD im Jahre 2017 hatte Delaware das höchste mittlere Haushaltseinkommen unter allen Bundesstaaten.
An landwirtschaftlichen Produkten erzeugt Delaware vor allem Geflügel, Sojabohnen, Molkereiprodukte, Mais, Kartoffeln, Pilze, Erbsen, Gerste, Gurken und Weizen.
| Die wichtigsten landwirtschaftlichen Exporte 2001 (geschätzt) | Die wichtigsten landwirtschaftlichen Exporte 2001 (geschätzt) | Die wichtigsten landwirtschaftlichen Exporte 2001 (geschätzt) | Die wichtigsten landwirtschaftlichen Exporte 2001 (geschätzt) |
| Produktkategorie                                              | Handelswert in Mio. USD                                       | Platz 1                                                       |                                                               |
| ------------------------------------------------------------- | ------------------------------------------------------------- | ------------------------------------------------------------- | ------------------------------------------------------------- |
| Geflügel und Geflügelprodukte                                 | 69,4                                                          | 8                                                             |                                                               |
| Gemüse und Zubereitungen                                      | 24,4                                                          | 20                                                            |                                                               |
| Sojabohnen und Erzeugnisse                                    | 22,7                                                          | 23                                                            |                                                               |
| Futtergetreide und Erzeugnisse                                | 15,5                                                          | 31                                                            |                                                               |
| Weizen und Erzeugnisse                                        | 3,9                                                           | 37                                                            |                                                               |
| Summe                                                         | 139,2                                                         | 39                                                            |                                                               |

Es gibt eine Fischindustrie, die vorwiegend auf Krebsen und Muscheln fundiert, eine bedeutende chemische Industrie, sowie Lebensmittel- und papierverarbeitende Betriebe.
Kanada ist für Delaware der wichtigste Export-Markt.

### Delaware als Steueroase

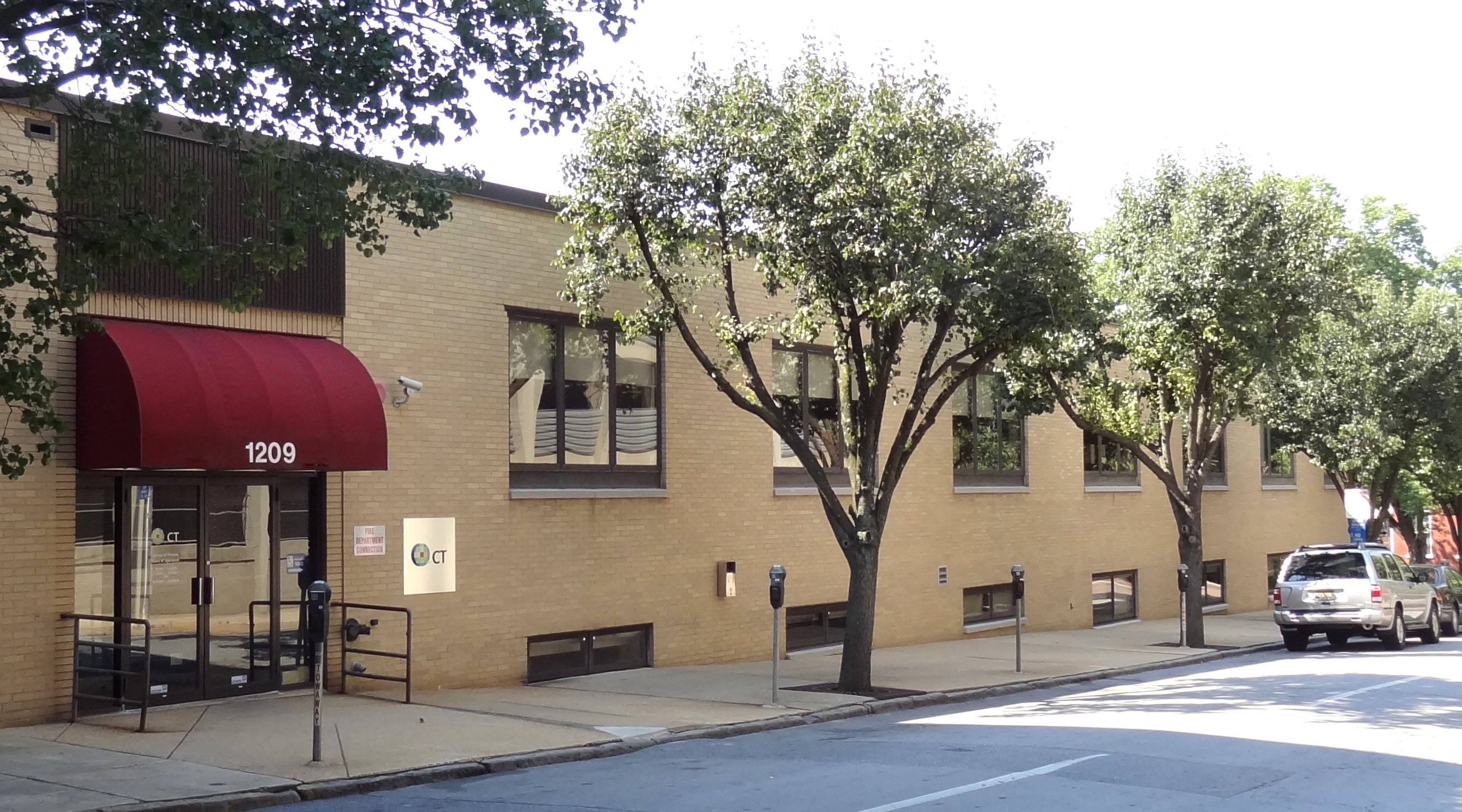
Das Corporation Trust Center in Wilmington – ein einstöckiges Haus, das 2012 als „Sitz“ von über 285.000 Unternehmen fungierte, darunter auch ein Großteil der an Börsen der USA gehandelten Konzerne, die hier Briefkastenfirmen unterhielten.

Der amerikanische Bundesstaat Delaware ist bekannt für seine Briefkastenfirmen, vor allem in Wilmington, und gilt als Steueroase der USA. Der ganze Bundesstaat Delaware hat nach Angaben des US-Zensus knapp eine Million Einwohner, aber etwas mehr als eine Million hier gemeldete Unternehmen. Die Regierung des Bundesstaates meldet in werbender Absicht, dass 65 Prozent der im Börsenindex Fortune 500 notierten Unternehmen ihren rechtlichen Sitz in Delaware haben, in der Regel aber nicht ihre Firmenzentrale.
Ein Grund für diese ungewöhnliche wirtschaftliche Stärke Delawares liegt darin, dass das Gesellschaftsrecht in Delaware als das liberalste des Landes gilt, was dazu führt, dass fast alle großen Unternehmen der USA in Delaware registriert sind. Infolge des Delaware-Effekts ist Delaware bekannt als Sitz von ca. 620.000 Briefkastengesellschaften, darunter zahlreichen großen Konzernen. Laut der Steuerrechtsgruppe Tax Justice Network („Netzwerk für Steuergerechtigkeit“) führt Delaware die Liste der weltweit beliebtesten Steueroasen an (verglichen wurden Gesetze, Rechtsprechung und Einlagenzufluss). Neben extrem niedrigen Steuern ist es möglich, anonym Unternehmen zu gründen. Zur Unternehmensgründung ist auch kein Grundkapital erforderlich, und es reicht ein Vorstand aus einer Person. Weitere Vorteile für Unternehmen sind, dass Vorstandssitzungen nicht in Delaware stattfinden müssen und dass es keine Publizitätspflicht gibt.
Über ein Drittel der Briefkastengesellschaften befinden sich in einem einzigen einstöckigen Gebäude, dem Corporation Trust Center.
Ein weiterer Vorteil von Delaware für die Unternehmensgründung ist die Tatsache, dass, anders als in den meisten übrigen Bundesländern, Unternehmensfälle vor dem sogenannten „Chancery Court“ verhandelt werden, einem Gericht mit Berufsrichtern und ohne Geschworene. Dadurch werden die Fälle weniger nach Sympathie als nach gesetzlichen Gesichtspunkten und Beweislage entschieden. Außerdem hat Delaware als ältester US-Bundesstaat und auch durch die Vielzahl an Firmen für viele mögliche Rechtsfälle bereits Präzedenzfälle und Justiz-Historie, und außerdem eine sehr weit gehende Gesetzgebung für Gesellschaftsrecht. Diese Punkte verringern das Prozessrisiko für Firmen erheblich und machen den Ausgang von Gerichtsverfahren vorhersagbarer.

## Verkehr

### Straßen
Delaware hat ein gut ausgebautes Straßensystem, siehe Liste der State-, U.S.- und Interstate-Highways in Delaware.

### Eisenbahn
Im Jahre 2007 umfasste das Streckennetz der Eisenbahn knapp 400 Kilometer. Das größte Streckennetz besitzt die Norfolk Southern Railway, welches das gesamte Staatsgebiet erschließt. Weitere Bahngesellschaften in Delaware sind die CSX Transportation, die Maryland and Delaware Railroad, Conrail und die Wilmington & Western Railway.
Im Norden durchquert die Hochgeschwindigkeitsstrecke des Nordostkorridor den Bundesstaat. Amtrak bietet in Wilmington einen Halt für den Acela Express. Daneben halten weitere sieben Züge an diesem Bahnhof. 2008 betrug das Passagieraufkommen 731.539 Personen.
Regionalverkehr wird auf der Relation Philadelphia–Wilmington–Newark im Auftrag von SEPTA und der Delaware Transit Corporation angeboten.

## Bildung
Die bekanntesten Hochschulen in Delaware sind die University of Delaware und die Delaware State University.

## Staatssymbole und Beinamen
Staatsvogel: Blaue Henne
Staatsblume: Pfirsichblüte
Staatsbaum: Amerikanische Stechpalme
Beinamen: Der erste Staat (engl. The First State), Diamantenstaat (engl. The Diamond State), Das kleine Wunder (The Small Wonder)